# Гераськовка (Луганская область)
Гераськовка (укр. Гераськівка) — село в Марковском районе Луганской области Украины, административный центр Гераськовского сельского совета.
Население по переписи 2001 года составляло 356 человек. Почтовый индекс — 92413. Телефонный код — 6464. Занимает площадь 1,864 км². Код КОАТУУ — 4422582201.

## Местный совет
92413, Луганська обл., Марківський р-н, с. Гераськівка, вул. Жовтнева, 13  (укр.)